# 第72振武队

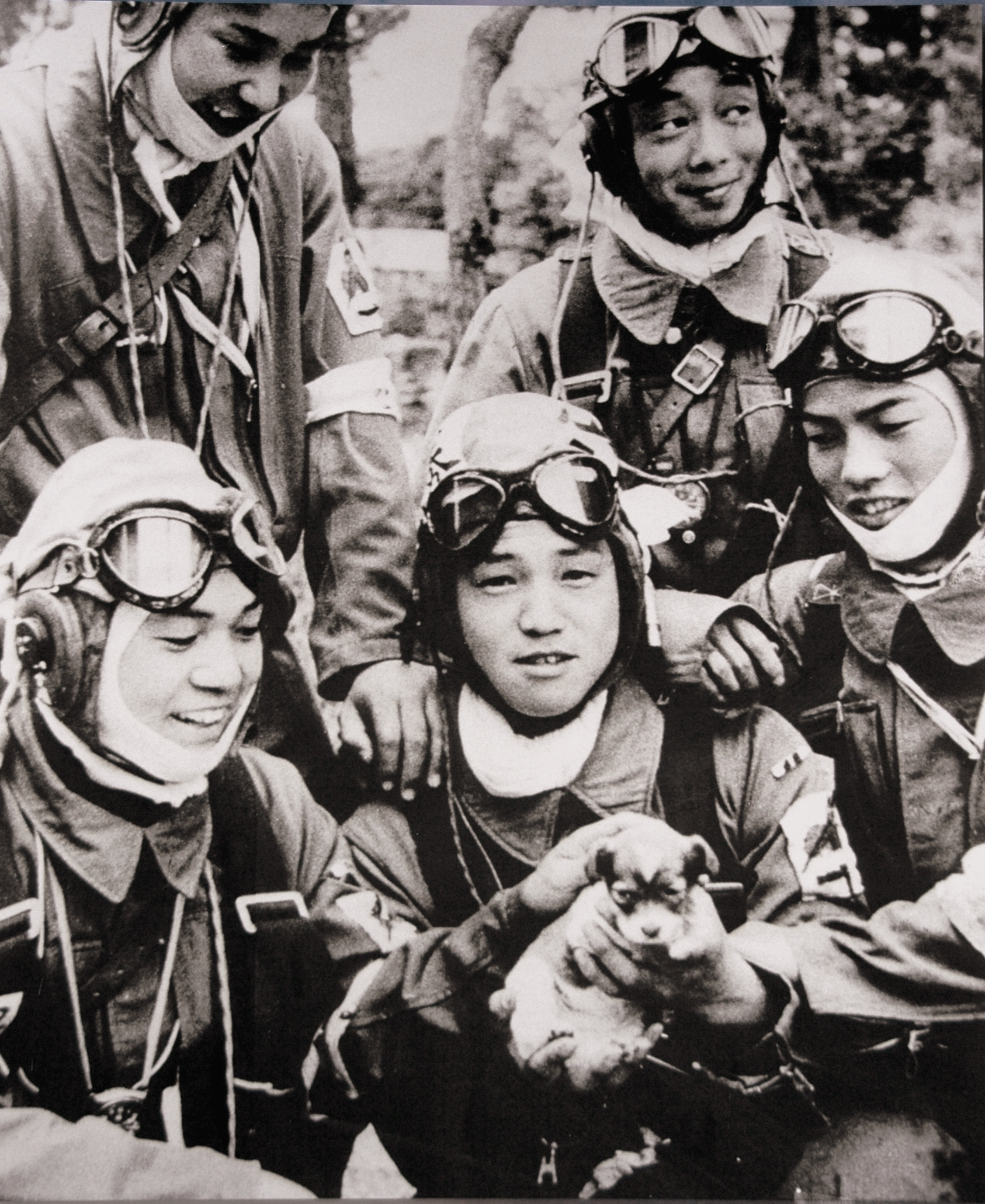
第72振武队

第72振武队是陸軍飛行戰隊中的一支隊伍，成立于1945年1月30日，起初番号为第113教导飞行军。3月30日，该部队更名为第72振武队。
1945年5月25日，第72振武队从佐贺县吉野里町目达原飞行场出发，前往位于鹿儿岛县南薩摩市的秘密空军基地。第72振武队的两架九九式攻擊機后来袭击了美军驱逐舰布雷恩号，造成舰船受损，舰上66人阵亡，78人受伤。完成袭击后，第72振武队的12名人员前往朝鲜，等候命令。